# Bibliothèque Marmottan

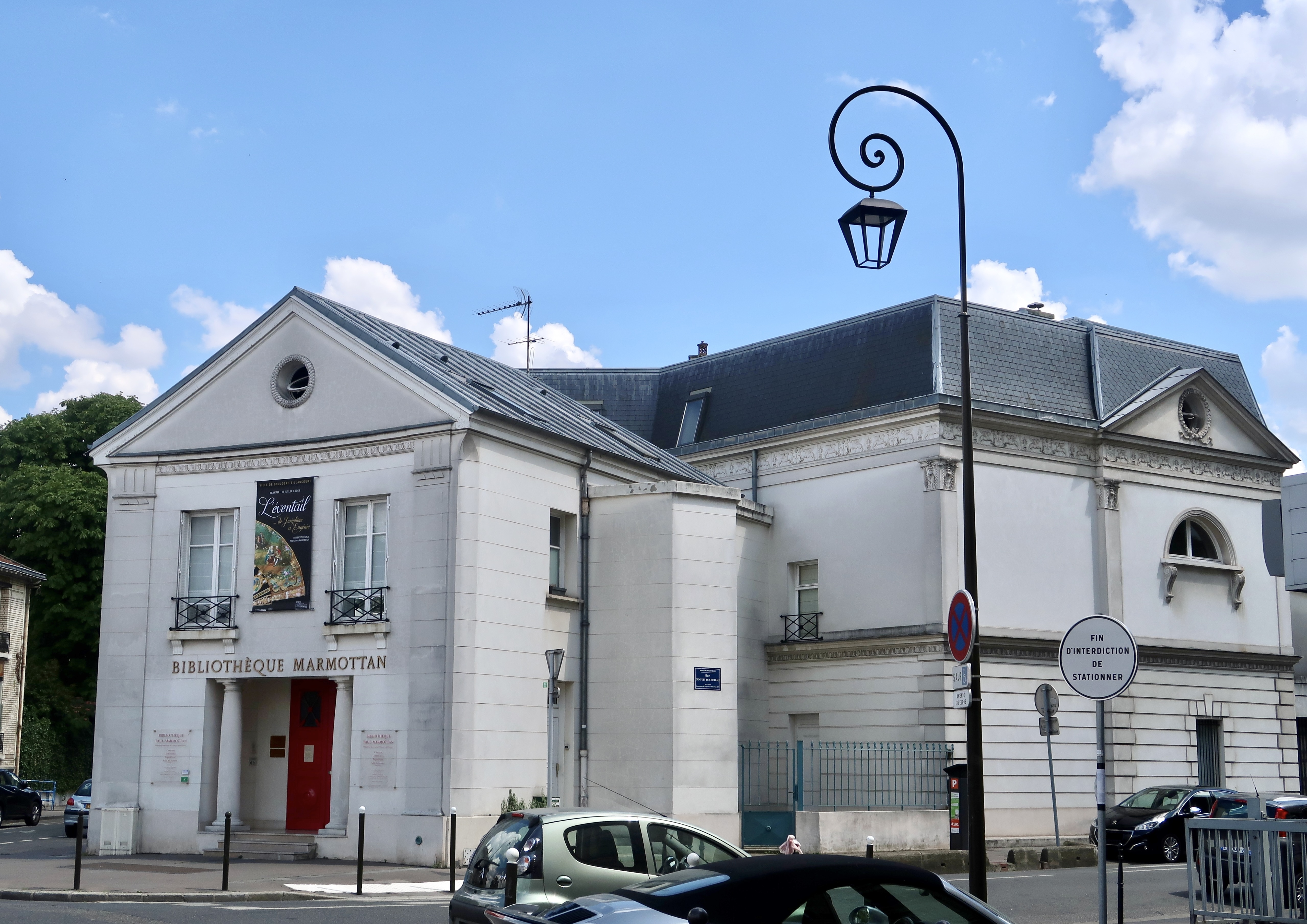
Bibliothèque Marmottan in Boulogne-Billancourt

Die Bibliothèque Marmottan in Boulogne-Billancourt ist eine Bibliothek, die von ihrem Gründer, dem Historiker und Sammler Paul Marmottan, der Académie des beaux-arts vermacht wurde. Sie ist dem Ersten Kaiserreich gewidmet und steht allen volljährigen Personen offen, die sich für diese Zeit und das 19. Jahrhundert im Allgemeinen interessieren.

## Geschichte

### Zur Zeit von Paul Marmottan

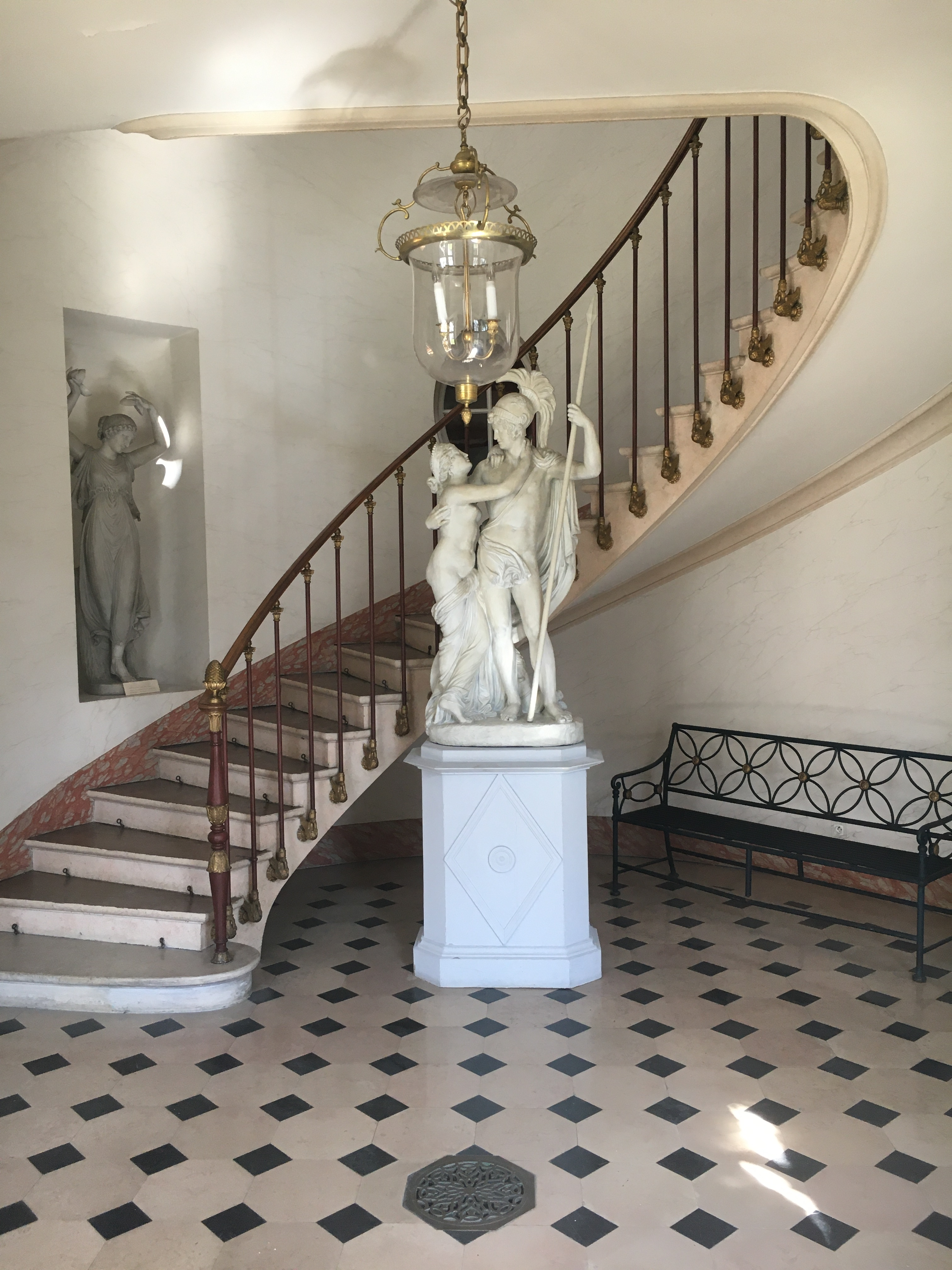
Vorhalle der Bibliothek.

Die Bibliothek geht zurück auf Paul Marmottan, dessen Vater Jules Marmottan (1829–1883) ein vermögender Direktor des Bergbauunternehmens Compagnie des mines de Bruay war. Kurz nach dem Tod des Vaters begann er, sich ganz seiner Leidenschaft für Napoleon Bonaparte und das erste Kaiserreich zu widmen. Nachdem er seit 1882 ein Pariser Stadthaus, das aktuelle Musée Marmottan-Monet, besaß, erwarb er einige Jahre später ein weiteres Grundstück in Boulogne-Billancourt. Das Haus, das er dort errichten ließ, wurde bald seine Arbeitsbibliothek. Paul Marmottan versammelte hier von 1890 bis 1920 alle Bücher, die er bei seinen Nachforschungen und Reisen durch Europa erworben hatte, davon viele mit direkten Bezug zur napoleonischen Zeit. Außerdem stattet er das Gebäude mit einer großen Anzahl von Gemälden, Möbeln und Dekorationsgegenständen im Empire-Stil aus und sammelte fast sechstausend Drucke aus der Zeit. Marmottan gelang es auf diese Weise, das Haus in eine kleine Villa im Stil der Kaiserzeit zu verwandeln. Sein Wohnsitz in Boulogne wurde 1932 der Académie des beaux-arts vermacht und in die Bibliothèque Marmottan umgewandelt.

### Die Bibliothek von gestern bis heute

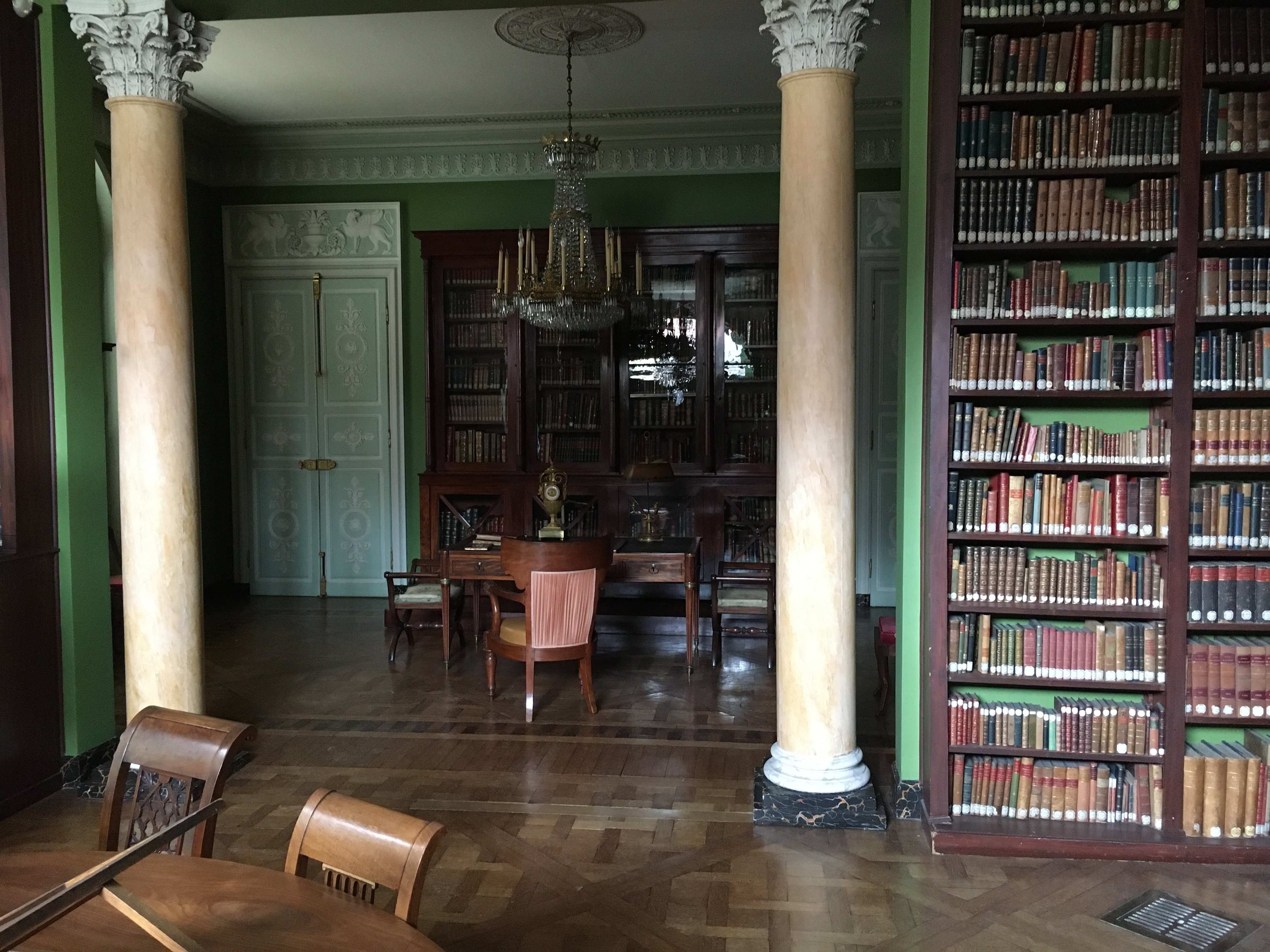
Marmottans Arbeitszimmer

Der erste Bibliothekar war Paul Fleuriot de Langle (1897–1968), der Sekretär von Paul Marmottan, der einen bis heute gültigen Führer über die Sammlung verfasste. Nach seiner Pensionierung blieb die Bibliothek einige Jahre unbeachtet, bevor die Académie des beaux-arts 1968 den Kunsthistoriker Bruno Foucart (1938–2018) mit der wissenschaftlichen Leitung betraute. Foucart, der bis Anfang der 2010er Jahre im Amt war, führte eine Politik regelmäßiger Ankäufe ein und entwickelte den Bestand, der der Kunstgeschichte der ersten Hälfte des 19. Jahrhunderts gewidmet war. Im Jahre 1996 übertrug die Académie des beaux-arts die Verwaltung der Bibliothèque Marmottan an die Stadt Boulogne-Billancourt. Die Bibliothek verfügt nun über ein Auditorium, in dem Vorträge und Konzerte stattfinden können, ist stärker für die Öffentlichkeit zugänglich und hat sich durch mehrere Ausstellungen über die napoleonische Zeit hervorgetan. Zu nennen sind unter anderem: «Tapis d’Empire» (2003), «Les Clémences de Napoléon» (2004), oder vor kurzem «Jeux d’Empire» (2017) und et « De Joséphine à Eugénie : l’éventail au xixe siècle » (2018). Da die Verwaltungsdelegation bei der Stadt Boulogne-Billancourt 2018 endete, ist die Bibliothek seitdem aufgrund von Renovierungsarbeiten geschlossen. Seit Oktober 2020 wird sie von dem Kunsthistoriker und Mitglied der Académie des beaux-arts Adrien Goetz geleitet.

### Die Bibliothek und die Villa Marmottan

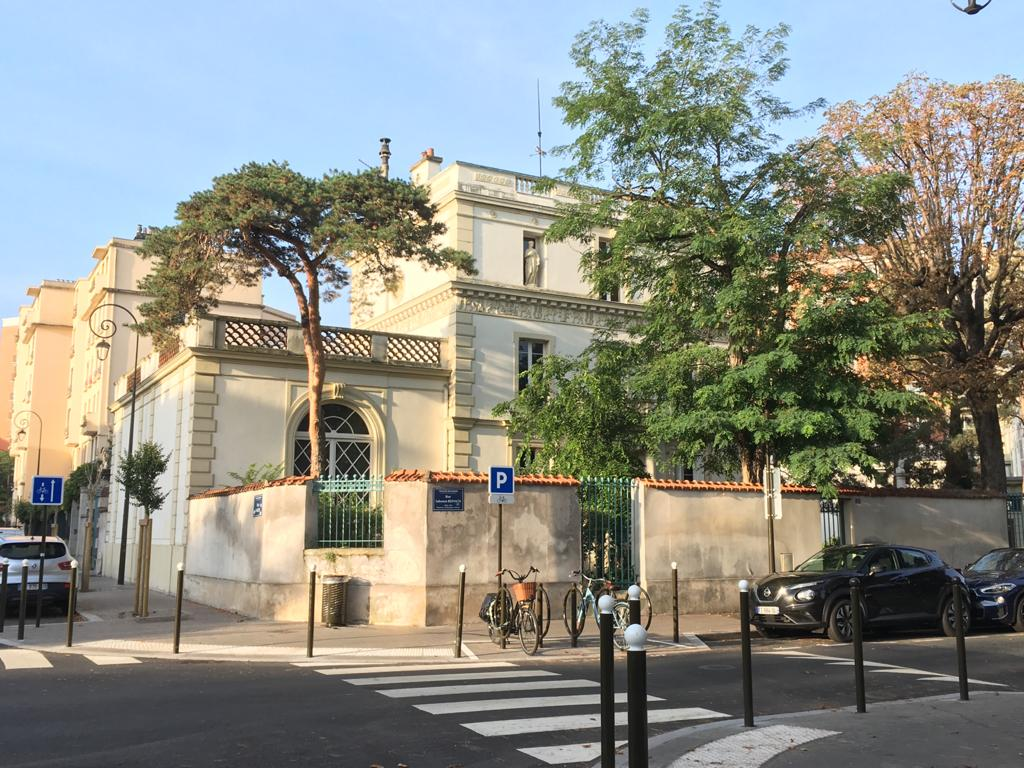
Die Bibliothek von der Salmon-Reinach Straße aus gesehen.

Getreu den Wünschen ihres Gründers Paul Marmottan, sollte die Bibliothek der Entwicklung historischer Studien zugutekommen. Auf Anregung ihres Direktors Adrien Goetz beschloss die Académie des beaux-arts daher, die Umwandlung des ehemaligen Hausmeisterhauses in Wohnungen für Forschende. Gleichzeitig möchte die Académie des beaux-arts das kreative Schaffen unterstützen und hält entsprechen Räumlichkeiten vor: Im Gartenpavillon werden drei Wohnungen und ebenso viele Ateliers für Künstler bereitgestellt. Die Bibliothek, die Ausstellungsräume, das Auditorium mit seinem kulturellen Programm, die Residenzen für Wissenschaftler und Künstler bilden somit die neue Villa Marmottan.

## Die Sammlung

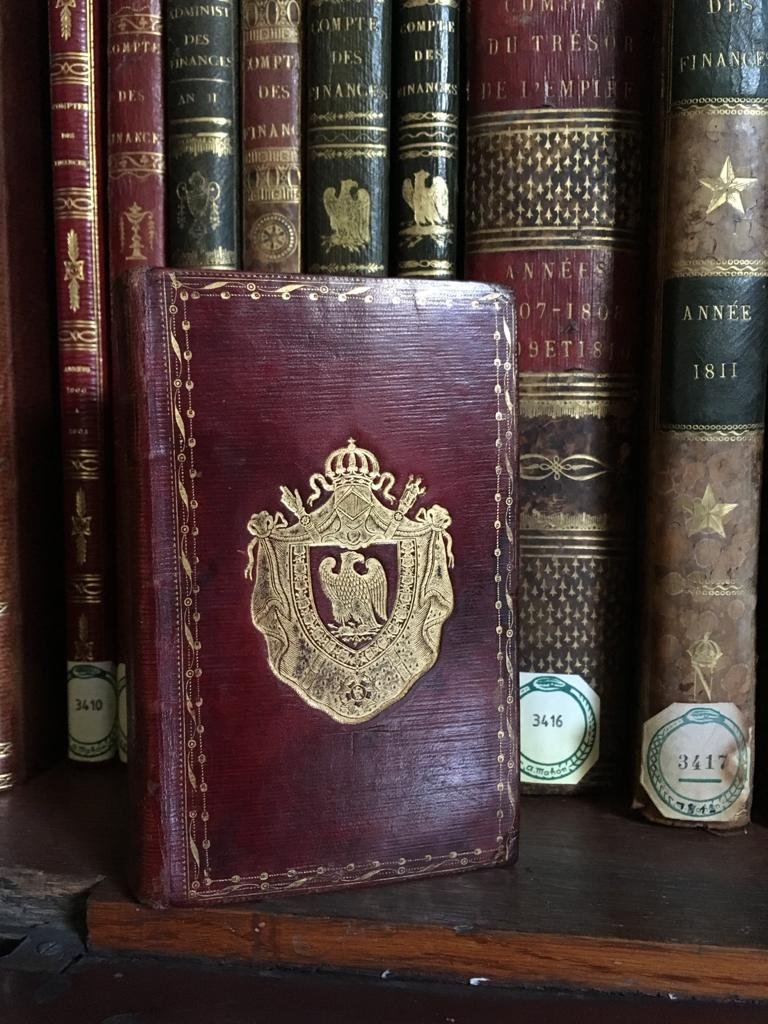
Ein Buch aus der Empire-Zeit.

Die Bibliothèque Marmottan umfasst rund 25.000 Bücher und Zeitschriften, von denen einige sehr selten sind. Der Großteil der Sammlungen ist dem Ersten Kaiserreich gewidmet, was sie laut Bruno Foucart zur „größten napoleonischen Bibliothek Europas“ macht. Obwohl alle Aspekte des Kaiserreichs abgedeckt werden, bilden die Bücher über seine Verwaltung einen der Schwerpunkte des Bestands. Dank der von Bruno Foucart geleiteten Ankaufspolitik stellt die Kunstgeschichte des Kaiserreichs und der gesamten ersten Hälfte des 19. Jahrhunderts den anderen Schwerpunkt der Sammlungen. Im Laufe der Jahre wurde zudem ein Bestand zur Geschichte und Architektur von Paris aufgebaut, der auf Paul Marmottan, Gründungsmitglied der Commission du Vieux Paris, zurückgeht. Darüber hinaus werden in der Bibliothek mehr als hundert akademische Arbeiten über die napoleonische Zeit (Magister-, Master- und Doktorarbeiten) aufbewahrt.
Die Bibliothèque Marmottan ist seit 1984 teilweise in das Inventar der Monuments historiques eingetragen und wurde 2012 mit dem Label «Maison des Illustres» ausgezeichnet.